# Эмбри, Уэйн
Уэйн Ричард Эмбри (англ. Wayne Richard Embry; род. 26 марта 1937, Спрингфилд, Огайо) — американский баскетболист и баскетбольный менеджер. 11-летняя игровая карьера Эмбри в качестве центрового продолжалась с 1958 по 1969 год, он играл за «Цинциннати Роялс», «Бостон Селтикс» и «Милуоки Бакс», выступавшие в Национальной баскетбольной ассоциации (НБА). После окончания игровой карьеры Эмбри перешел к карьере профессионального менеджера по баскетболу, став первым афроамериканским генеральным менеджером и президентом команды в истории НБА.
С 2004 года Эмбри работает старшим советником по баскетболу в «Торонто Рэпторс».

## Ранние годы
Эмбри учился в средней школе Текумсе недалеко от Нью-Карлайла, штат Огайо. Затем он поступил в Университет Майами в Оксфорде, штат Огайо, где стал членом братства Alpha Phi Alpha. Эмбри дважды выступал за конференцию Mid-American (MAC), входящую в первый дивизион NCAA, и привёл команду к участию на турнирах NCAA в 1957 и 1958 годах. В двух сезонах он лидировал в MAC по набранным очкам и подборам и до сих пор удерживает несколько университетских рекордов, включая лучший средний показатель подборов за карьеру (15,5). Он входит в число лидеров Университета Майами по количеству набранных очков (1401 очко) и подборов (1117). Ему принадлежат рекорды Университета Майами и MAC по количеству подборов в игре (34) и за сезон (488). За свою карьеру он был одним из 10 игроков в истории MAC, набравших более 1000 очков и подборов за карьеру.
В 1970 году он был введён в Зал славы легкой атлетики Университета Майами. Он стал четвёртым игроком в истории Университета Майами, чью майку с номером 23 вывели из обращения.
Эмбри получил степень бакалавра наук в области образования Университета Майами.

## Игровая карьера в НБА
Эмбри был первоначально задрафтован командой «Сент-Луис Хокс» в 1958 году. Через несколько недель его обменяли в команду «Цинциннати Роялс». «Роялс» восстанавливались после распада команды из-за госпитализации звезды команды Мориса Стоукса, получившего травму головы. Звездного центрового Клайда Лавлетт обменяли в «Сент-Луис» на Эмбри и еще четырех игроков.
Оскар Робертсон пришел в команду в 1960 году, возродив «Роялс». Эмбри, Робертсон и Джек Твайман были участниками матча всех звезд НБА в течение следующих трех лет. Эмбри отличался своей игрой в пик-н-ролл с Робертсоном, чья поддержка улучшила игру Эмбри. Мощный, ростом 6 футов 8 дюймов и весом 240 фунтов, Эмбри временами казался блокирующим на площадке, защитником товарищей по команде.
В 1963 году он был назначен капитаном команды «Роялс». Во время плей-офф НБА 1963 года Эмбри набирал в среднем 16,8 очков и 13,5 подборов за игру. В следующем сезоне 1963-64 годов «Цинциннати Роялс» поднялись на второе место в НБА, к ним добавился Джерри Лукас. В том сезоне, 1 декабря, Эмбри набрал рекордные 39 очков, проиграв «Лос-Анджелес Лейкерс» со счетом 114—109. Однако команде так и не удалось превзойти «Бостон Селтикс» с Редом Ауэрбахом и Биллом Расселом и «Филадельфию Севенти Сиксерс» с Уилтом Чемберленом и завоевать титулу НБА.
Эмбри собирался уйти на пенсию и стать региональным менеджером по продажам компании Pepsi-Cola, но его отговорил друг Билл Рассел, новый игрок/тренер «Селтикса». Эмбри отыграл решающие дополнительные минуты и помог команде неожиданно для всех выиграть титул чемпиона НБА 1967–68.
В том межсезонье, когда была образована команда «Милуоки Бакс», они забрали Эмбри у «Селтикс» на драфте расширения, и Эмбри стал центровым в «Бакс» в сезоне 1968-69. В первой игре в истории франшизы «Бакс» Эмбри набрал 15 очков и сделал 20 подборов. Эмбри завершил карьеру в конце сезона.

## Карьера во фронт-офисе НБА
Позже Эмбри стал помощником менеджера  «Милуоки Бакс», наблюдая за бывшими товарищами по команде «Роялс», которых он должен был переманить в команду, претендующую на победу. Он сыграл важную роль в многочисленных подписаниях, включая контракт с Робертсоном. Его замечательная совместная работа с еще тогда именуемым Лью Алсиндором, быстро привела команду к титулу НБА, а Эмбри к тому времени поднялся во фронт-офисе «Милуоки Бакс».
После ухода на пенсию он стал первым генеральным менеджером НБА афроамериканского происхождения, управляя «Милуоки Бакс» (1972—1979), «Кливленд Кавальерс» (1986—1999) и «Торонто Рэпторс» (2006). Он получил титул «Менеджера года Национальной баскетбольной ассоциации» в 1992 и 1998 годах.
В 2004 году Эмбри был нанят в качестве старшего советника по баскетболу Роба Бэбкока, генерального менеджера-новичка «Торонто Рэпторс». После одного сезона Эмбри был повышен от старшего советника до президента, обойдя Бэбкока в цепочке подчинения. 26 января 2006 года, после увольнения Бэбкока, Эмбри был назначен временным генеральным менеджером «Торонто Рэпторс», и занимал эту должность в течение двух месяцев, пока Брайан Коланджело не был нанят на должность генерального менеджера. Эмбри продолжал работать старшим баскетбольным советником «Рэпторс». С тех пор «Рэпторс» стали чемпионами НБА в 2019 году.

## Личная жизнь и наследие
У Эмбри и его жены Терри две дочери и один сын. У него также есть внучка. Он состоит в дальнем родстве с Марти Эмбри, другим профессиональным баскетболистом.
Он был основателем и генеральным директором собственных предприятий, членом многочисленных некоммерческих и корпоративных советов директоров, включая Kohl’s, Федеральный резервный банк Кливленда, Centerior Energy и Ohio Casualty Insurance.
С 1974 года Эмбри является попечителем Зала славы баскетбола имени Нейсмита  и работал в различных комитетах высшего уровня НБА и баскетбольной ассоциации США. В знак признания его карьеры как на площадке, так и во фронт-офисе, в 1999 году он был включен в Зал славы баскетбола как человек, внесший большой вклад в развитие спорта.
В 2006 году Эмбри был введен в Зал славы баскетбола штата Огайо. В 2013 году он был удостоен награды «Наследие Огайо», которой награждаются члены Зала славы баскетбола штата Огайо за вклад в развитие штата Огайо вне площадки.
В честь Уэйна Эмбри был назван участок трассы US Route 40 перед средней школой Текумсе около Спрингфилда, штат Огайо.
18 мая 2021 года Университет Майами открыл статую, которая стоит у южного входа в Миллетт Холл, баскетбольную арену университета. На ней запечатлен образ Эмбри и его фирменный бросок крюком. На частные пожертвования были созданы статуя и стипендия Уэйна Эмбри, которая будет поддерживать студентов-спортсменов мужского баскетбольного клуба Майами. Университет также наградил Эмбри и его покойную жену Терезу «Терри» Эмбри премией «Лето свободы 1964 года», которая ежегодно присуждается выдающемуся лидеру, вдохновившему нацию на продвижение гражданских прав и социальной справедливости.